# Großhospitalier des Malteserordens
Großhospitalier ist eines der vier Hohen Ämter des Malteserordens und wird einem Profess- oder Obödienzritter übertragen.

## Wahl
Der Großhospitalier wird vom Souveränen Rat mit einfacher Mehrheit gewählt.

## Aufgaben
Der Großhospitalier hat den Aufgabenbereich eines Ministers für Gesundheit, Soziales und humanitärer internationaler Zusammenarbeit.
Der Großhospitalier koordiniert und überwacht weltweit die karitativen Hilfsmaßnahmen und medizinischen und humanitären Aktivitäten der Ordenswerke der Priorate und nationalen Assoziationen und sorgt für die Wahrung christlicher Grundsätze.
Er wird hierbei von einem Beirat von Ordensmitgliedern unterstützt, die aus den Ländern stammen, in denen der Orden tätig ist.

## Amtsinhaber
- 1962–1975 Carl Wolfgang Graf von Ballestrem
- 1989–2014 Albrecht Freiherr von Boeselager (Wiederwahl 1994, 1999, 2004 und 2009)
- 2014–2022 Dominique Fürst de la Rochefoucauld-Montbel[2]
- 2022–2025 Alessandro de Franciscis[3]
- seit 2025 Josef Blotz[4]